# Merodon inermis
Merodon inermis är en tvåvingeart som beskrevs av Macquart 1834. Merodon inermis ingår i släktet narcissblomflugor, och familjen blomflugor.
Artens utbredningsområde är Frankrike. Inga underarter finns listade i Catalogue of Life.